# Pohorská Ves
Pohorská Ves (en allemand : Theresiendorf) est une commune du district de Český Krumlov, dans la région de Bohême-du-Sud, en République tchèque. Sa population s'élevait à 239 habitants en 2020.

## Géographie
Pohorská Ves se trouve à 14 km au sud-est de Kaplice, à 29 km au sud-est de Český Krumlov, à 37 km au sud-sud-est de České Budějovice et à 158 km au sud de Prague.
La commune est limitée par Benešov nad Černou au nord, par Horní Stropnice au nord-est, par l'Autriche à l'est et au sud, et par Dolní Dvořiště et Malonty à l'ouest.

## Histoire
Le village de Theresiendorf fut créé en 1769 comme centre d'exploitation forestière par le propriétaire du domaine de Gratzen, Johann Nepomuk von Buquoy, qui lui donna le nom de son épouse, Theresia.

## Administration
La commune se compose de quatre quartiers :
- Janova Ves
- Lužnice
- Pohorská Ves
- Pohoří na Šumavě